# 查德 (萨默塞特郡)
查德（Chard）是英國英格蘭萨默塞特郡的一個城鎮和民政教區，位於約維爾西南15英里（24）。查爾德民政教區的人口約有13,000人。鎮上有自己的足球俱樂部。

## 外部連結
- 中的“Chard”
- The Somerset Urban Archaeological Survey: Chard